# イスマエル・オルトゥーニョ
イスマエル・オルトゥーニョ・カスティージョ（西: Ismael Ortuño Castillo、1994年7月1日 - ）はスペイン出身のサッカー指導者。ジェフユナイテッド市原・千葉レディース監督。

## 来歴
ジェフユナイテッド市原・千葉レディース初の外国人監督。
ビジャレアル傘下のCDローダのアナリスト、ビジャレアルにおいてのフロント業務、イスラエル女子プレミアリーグのチームでヘッドコーチなどを経て来日。
ジェフユナイテッド市原・千葉レディースには2023年からヘッドコーチとして関り、2024年より初の監督に就任。